# 加里·诺斯 (经济学家)

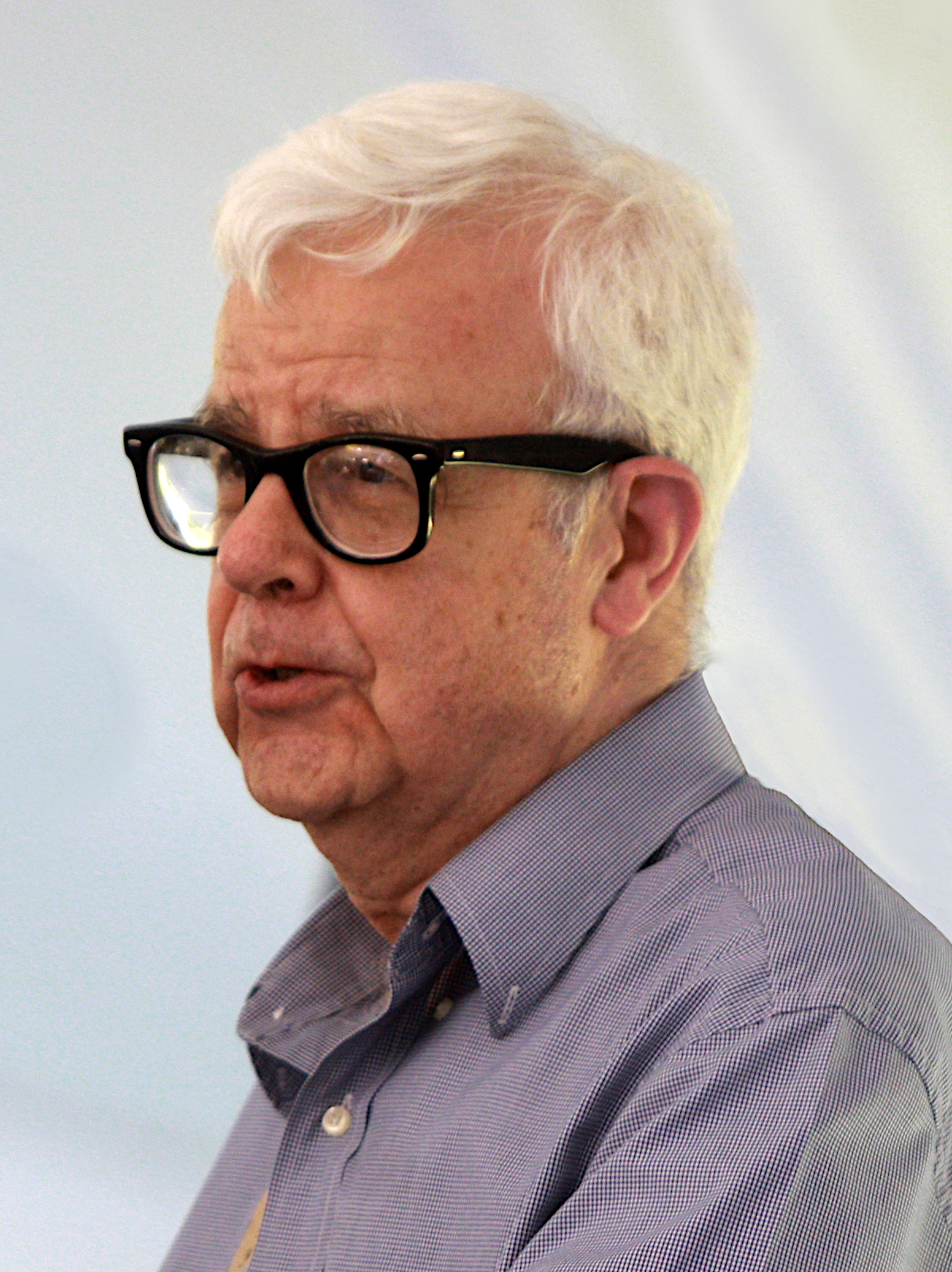
加里·诺斯 (2013)

加里·科尔各·诺斯（Gary Kilgore North，1942年2月11日—2022年2月24日）美国基督重建派理论家和经济史学家。诺斯本人以及与他人合作写过五十多本关于基督教神學、经济学和历史的书。他也是路德維希·馮·米塞斯研究所的学者。